# Нова-Черна
Нова-Черна (болг. Нова Черна) — село в Болгарии. Находится в Силистренской области, входит в общину Тутракан. Население составляет 1 745 человек.

## Политическая ситуация
В местном кметстве Нова-Черна, в состав которого входит Нова-Черна, должность кмета (старосты) исполняет Нехат Ебазер Юсмен (Движение за права и свободы (ДПС)) по результатам выборов правления кметства.
Кмет (мэр) общины Тутракан — Георги Димитров Георгиев (Болгарская социалистическая партия (БСП)) по результатам выборов в правление общины.